# Правительство Филиппин
Прави́тельство Филиппи́н (филипп. Pamahalaan ng Pilipinas) — национальное правительство Республики Филиппины. Страна является президентской республикой с многопартийной системой, а Президент одновременно является как главой государства, так главой правительства.
Государственная власть разделена на три ветви: законодательную , исполнительную и судебную. Согласно Конституции Филиппин их полномочия определены страны следующим образом: законодательным органом является двухпалатный Парламент Филиппин, состоящий из верхней палаты — Сената, и нижней — Палаты представителей.
Исполнительную власть осуществляет Правительство, которое возглавляет Президент. Судебная власть принадлежит независимым судам, а высшим судебным органом является Верховный суд.